# Ladislau Netto
Ladislau de Souza Mello e Netto (Maceió, 27 de junho de 1838 - Rio de Janeiro, 18 de março de 1894) foi um botânico brasileiro, diretor do Museu Nacional do Rio de Janeiro.

## Biografia
Ladislau Neto, nascido em 27 de junho de 1838 na cidade de Maceió, durante sua adolescência, em Alagoas de 1850, beata e inflamada pelas paixões políticas, Ladislau adquiriu as bases do latim e do grego através das diárias lições do padre Joaquim.
Ladislau Netto foi nomeado diretor-subtituto do Museu Nacional, em 1870, sendo efetivado no cargo em 1876, pelo Imperador do Brasil, Dom Pedro II, que pretendia fazer daquele museu um grande centro de exposição e aprendizado científicos. O apoio imperial fez de Ladislau Netto o cientista mais influente do Brasil de sua época. 
Foi casado com Laurentina Muniz Freire Netto ou Laurentina Netto, que foi uma das 4 mulheres a colaborar para a "Polyanthea commemorativa da inauguração das aulas para o sexo feminino do imperial lycêo de artes e officios" e também para o "Domocrotema Commemoratur do 26º aniversário do lyceo de artes e officios do Rio de Janeiro".  D. Laurentina foi também membro do conselho superior do Museu Nacional Escolar, em 1885, conforme publicação na Gazeta de Notícias de 29/07/1885. 
Em 1876, fundou a Revista do Museu  - que ainda hoje é publicada - e contratou vários cientistas estrangeiros, incluindo Fritz Müller, Emílio Augusto Goeldi, Domingos Soares Ferreira Penna, Hermann von Ihering, Wilhelm Schwacke,  Orville Derby, Gustave Rumbelsperger e outros. 
Ladislau Netto foi um inimigo da escravidão, como pode-se notar no discurso efetuado por ocasião da entrega da legendária jangada libertadora dos mares do Ceará ao Museu Nacional ( "Anais do Museu Histórico Nacional Volume I - 1940"  http://docvirt.com/docreader.net/DocReader.aspx?bib=mhn&pagfis=9555) 
Em 1882, o Museu Nacional, sob sua direção, promoveu uma grande Exposição Antropológica, que teve repercussão internacional.  
Com a queda da monarquia, em 1889, Ladislau Netto perdeu seu prestígio, aposentando-se em 1893.
Em 18 de março de 1894, no Rio de Janeiro, no caminho para visitar um amigo, ainda na estação São Francisco Xavier, Ladislau Netto vem a óbito ocasionado por um fulminante colapso cardíaco.